# Gonomyia dasyphallus
Gonomyia dasyphallus är en tvåvingeart som beskrevs av Alexander 1949. Gonomyia dasyphallus ingår i släktet Gonomyia och familjen småharkrankar.
Artens utbredningsområde är Peru. Inga underarter finns listade i Catalogue of Life.